# Wang Yuping
Wang Yuping (王玉萍S, Wáng YùpíngP; 5 giugno 1965) è un'ex cestista cinese.

## Carriera
Con la Cina ha disputato i Campionati del mondo del 1986.